# استویان یاردانوف
استویان یاردانوف (بلغاری: Cтоян Иванов Йорданов؛ زادهٔ ۲۹ ژانویهٔ ۱۹۴۴) بازیکن فوتبال اهل بلغارستان است.
از باشگاه‌هایی که در آن بازی کرده‌است می‌توان به باشگاه فوتبال زسکا صوفیه اشاره کرد.
وی همچنین در تیم ملی فوتبال بلغارستان بازی کرده‌است.